# Ortholeuca albiluna
Ortholeuca albiluna är en fjärilsart som beskrevs av George Francis Hampson 1910. Ortholeuca albiluna ingår i släktet Ortholeuca och familjen nattflyn. Inga underarter finns listade i Catalogue of Life.